# صحافة ديمقراطية
الصحافة الديمقراطية هو مصطلح يصف ظاهرة حديثة إلى حد ما يتم فيها تصنيف الروايات الإخبارية حسب تصويت يتم إجراؤه بين قراء تلك الروايات. وقد ظهرت هذه الظاهرة بشكل كبير بسبب إنشاء مواقع التواصل الاجتماعي، مثل ديغ (Digg) ونيوزفاين (Newsvine).
ويتمثل تأثير الصحافة الديمقراطية في أنها تروج للأخبار اعتمادًا على الآراء الشعبية للأغلبية، أو «حكمة الجماعة». ويختلف ذلك عن الأساليب الأكثر تقليدية، مثل الطريقة المستخدمة بشكل شائع في مجال الصحف، حيث يقرر المحرر ما إذا كان يتم تضمين أي روايات إخبارية في الصحف المطبوعة أم لا.
وينظر بعض المؤلفين إلى الصحافة الديمقراطية على أنها تشتمل على حقوق الخطابات الحرة والتجمع وحقوق الإنسان وسيادة القانون وغير ذلك من الآليات المستخدمة لفحص حالات الإساءة. كما أنها تشتمل كذلك على الوعي المدني والتضامن الاجتماعي. وبالتالي، فإن الصحافة تحتوي على ارتباط واضح مع الديمقراطية، ويتم تشكيلها بناءً على ذلك. ويمكن أن يكون لذلك أيضًا معانٍ مختلفة في دول العالم الأول والثاني والثالث. ويجب أن يتجاوز الدور الديمقراطي للصحافة الإعلانات المفرطة والإثارة والتلاعب الذي يحدث من قبل النخب الإعلامية.

## التطبيقات
- يعد موقع ديغ هو أشهر المواقع، وهو يسمح لمستخدميه بالنشر والتصويت والتعليق على الروايات الإخبارية المنشورة على الموقع.
- يسمح موقع coRank.com للمستخدمين بعمل موقعهم الإخباري الخاص بهم في coRank، في حين أن مستخدمي الموقع يمكنهم نشر الروايات الإخبارية والتصويت عليها والتعليق عليها.
- تسمح بليغ للمستخدمين بعمل موقعهم الإخباري الخاص بهم في أي مكان، كما يسمح لأي مستخدم بنشر الروايات والتصويت عليها والتعليق عليها.

## المشكلات
من المشكلات الشهيرة التي تواجه الصحافة الديمقراطية عدم الاعتمادية وانحياز أنظمة التصويت المستخدمة، والتي قد لا تعكس الرأي الفعلي للأغلبية. وتعاني العديد من الوسائط التي تسمح باستخدام الصحافة الديمقراطية من مشكلات مثل التلاعب والانحياز والرقابة، بالإضافة إلى قلة المراجعة الاحترافية. ورغم ذلك، فإن الطرق الأخرى كذلك تعاني من العديد من تلك المشكلات. ومن أجل الحصول على مجموعة من الروايات الإخبارية، في بعض الأوقات، يجب أن يحدد أمر ما تصنيف الرواية مقارنة بالروايات الأخرى باستخدام نفس المعايير. وأي منهجية مختلفة تستخدم لعمل مثل هذا الاختيار تؤدي بكل بساطة إلى تغيير مصدر التحيز.